# Die unglaubliche Sarah
Die unglaubliche Sarah (Originaltitel The Incredible Sarah) ist ein biografisches Filmdrama von Richard O. Fleischer aus dem Jahr 1976 mit Glenda Jackson, die in der Hauptrolle die Schauspielerin Sarah Bernhardt verkörpert. Im Filmvorspann wird darauf hingewiesen, dass es sich bei der Filmhandlung um eine freie Darstellung der Ereignisse aus Bernhardts „stürmischer früher Karriere“ handele, die „eine der größten Schauspielerinnen“ gewesen sei, die „je gelebt“ hätten.
Der Film erhielt jeweils eine Oscarnominierung in den Kategorien „Bestes Szenenbild“ und „Bestes Kostümdesign“.

## Handlung
Die junge Sarah Bernhardt beeindruckt bei einem Vorsprechen in der Comédie-Française durch ihre Natürlichkeit. Ihr Debüt wird allerdings zu einer Katastrophe. Erst als sich ihre Rollen allmählich verbessern, wird ihre Leistung auch vom Publikum positiv aufgenommen, was vor allem ihrer Rolle in dem Theaterstück König Lear zu verdanken ist. In Le Passant spielt Bernhardt den jungen Troubadour und in Phedre ihre erste dramatische Todesszene, was in der Pariser Gesellschaft besonders gut ankommt.
Aus einer Beziehung, die Bernhardt mit dem belgischen Prinzen Henri de Ligne hat, geht ein Sohn hervor. Eine Heirat beider scheitert jedoch am Widerstand der Familie des Prinzen. Sarahs Eigensinn kollidiert immer wieder mit der Kleingeistigkeit diverser Menschen, die ihr daraufhin mit Wut begegnen. Wahre Künstler fühlen sich jedoch durch die junge Frau inspiriert. Sarah nimmt kein Blatt vor den Mund, beleidigt Mitglieder des Königshauses, macht ihren Eltern das Leben nicht gerade leicht und wird zu einer Frau, an der sich viele reiben. Hinzu kommt, dass sie ein exzentrisches Leben führt, so hält sie sich Affen als Haustiere und bevorzugt zum Schlafen einen Sarg.
Gerade als Bernhardts Karriere Fahrt aufnimmt, bricht der Deutsch-Französische Krieg aus, was die Schauspielerin zuerst als persönlichen Affront wertet. Dann jedoch verwandelt sie das Theater in ein Krankenhaus und versorgt selbst verwundete Soldaten. Nachdem der Krieg beendet ist, kehrt Bernhardt auf die Bühne zurück. In dem Stück Die Kameliendame spielt sie eine ihrer berühmtesten und subtilsten Todesszenen. Bei der anschließenden Premierenfeier wird die Schauspielerin einem griechischen Attaché vorgestellt, was darin mündet, dass beide ziemlich schnell heiraten.
Ihre Tour durch London wird für Bernhardt ebenso wie weitere ausgedehnte Gastspielreisen mit ihrer eigenen Schauspieltruppe ein großer Erfolg und trägt zu ihrem weltweiten Ruhm bei. Bernhardt gibt Vorstellungen in Russland, Italien, Griechenland, Ungarn, der Schweiz, Dänemark sowie in Belgien und den Niederlanden. Zu ihren Bewunderern gehört die englische Königin Victoria ebenso wie der russische Zar Alexander III.
Bernhardts 1882 mit Jacques Damala, einem Attaché der griechischen Botschaft, geschlossene Ehe bringt der Schauspielerin kein Glück, das Paar trennt sich bereits im Jahr der Eheschließung wieder, nachdem es mit einem eigenen Theater, das von Bernhardts Sohn Maurice geleitet wird, bankrottgegangen ist. Damala, der glaubt schauspielerisch begabt zu sein, kommt mit seinem griechischen Akzent beim Publikum nicht an. Auch kann er seine Leidenschaft fürs Glücksspiel nicht zügeln und greift in die Theaterkasse, um seine Morphinsucht befriedigen zu können. Im Alter von 34 Jahre stirbt er an den Folgen seiner Sucht.
Nach ihrem finanziellen Ruin versucht Bernhardt mittels einer Tournee durch Europa, wobei sie Deutschland ausklammert, wieder zu Geld zu kommen. Daran schließen sich eine Tournee durch die USA an sowie Auftritte in der ganzen Welt.

## Produktion

### Produktionsnotizen, Hintergrund
Der von Universal Films präsentierte Film wurde von Reader’s Digest produziert und ebenfalls präsentiert.
Die Filmbiografie zeichnet Szenen aus Sarah Bernhardts Leben zwischen 1863 und 1890 nach, somit im Alter von 19 bis etwa 45/46 Jahren; sie wurde 78 Jahre alt. Sie wird in kurzen Szenen in mehreren ihrer klassischen Rollen gezeigt, so beispielsweise in König Lear, Le Passant, Phaedra, Die Kameliendame und Jeanne d’Arc.

### Veröffentlichung
Im Vereinigten Königreich hatte der Film im November 1976 Premiere, in New York wurde er am 5. November 1976 erstmals vorgestellt. Im Dezember 1978 wurde er in Polen veröffentlicht und im Mai 1980 in Mexiko. In Schweden erfolgte die Veröffentlichung im März 2014 mittels DVD. Veröffentlicht wurde der Film zudem in Argentinien, Brasilien, Finnland, Griechenland, Indien, Italien, Portugal, Rumänien und in Spanien. Alternativ wurde der Film im Vereinigten Königreich auch unter dem Titel The Divine Sarah geführt und in der Bundesrepublik Deutschland unter dem Titel Sarah/Sara. Am 23. Oktober 1991 wurde der Film erstmals im Fernsehen der DDR gezeigt.

## Historie

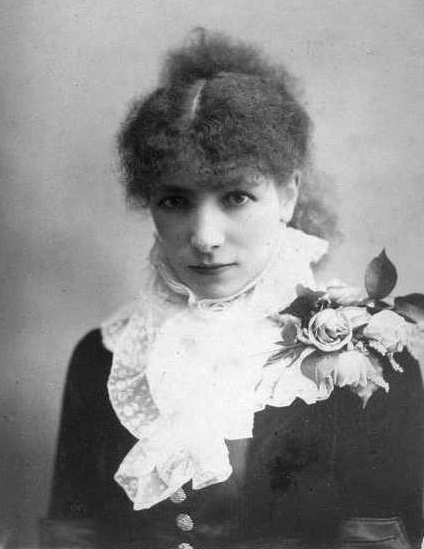
Sarah Bernhardt

Sarah Bernhardt (1844–1923), eigentlich Marie Henriette Rosine Bernardt, war eine französische Schauspielerin und gilt als berühmteste Darstellerin ihrer Zeit und einer der ersten Weltstars. Sie debütierte seinerzeit an der Comédie-Française in dem Drama Iphigénie von Jean Racine. Nach einem Streit mit einer Kollegin wurde sie jedoch entlassen und spielte jahrelang nur unbedeutende Rollen an kleinen Bühnen. 1864 bekam sie einen Sohn, dessen Vater der Belgier Henri de Ligne war, der sie auch heiraten wollte, was von seiner Familie jedoch unterbunden wurde.
Kurz vor Beginn des Deutsch-Französischen Krieges konnte sie mit einem Stück von Alexandere Dumas d. Ä. einen ersten großen Erfolg verbuchen. Im Krieg kümmerte sie sich um Verwundete. Nach Kriegsende begann ihr schneller, steiler Aufstieg zur berühmtesten Darstellerin ihrer Zeit.
1882 heiratete sie Jacques Damala, einen Attaché der griechischen Botschaft. Das Paar trennte sich noch im selben Jahr, versöhnte sich vorübergehend wieder, zerstritt sich aber erneut. Die Leidenschaft fürs Glücksspiel und seine Morphinsucht trugen dazu bei, dass Damala 1889 im Alter von 34 Jahren starb. Nachdem Bernhardt 1905 in einer Rolle von einer Mauer springen musste, verletzte sie sich schwer am Knie, was in der Folge dazu führte, dass 1915 ihr rechtes Bein unterhalb der Hüfte amputiert werden musste. Sie spielte aber mit Prothese trotzdem weiter.
Bernhardt bekam 1906 eine Professur am Pariser Konservatorium und wurde 1914 Mitglied der französischen Ehrenlegion. Die Schauspielerin ist auf dem Friedhof Père-Lachaise im Osten von Paris beerdigt.

## Rezeption

### Kritik
Derek Winnert sprach von einem gut produzierten, aber langweiligen und wenig überzeugenden britischen Drama. Regisseur Richard Fleischer biete eine enttäuschende und ungenaue Biografie über die Jugend der göttlichen französischen Schauspielerin Sarah Bernhardt, die in einer Reihe von Stummfilmen aufgetreten sei, obwohl ihr ein Bein amputiert worden war. In diesem eher unglücklichen Unterfangen sei eine übertrieben agierende Glenda Jackson nicht allzu glaubwürdig, da weder Fleischer noch Jackson mit dem Material allzu vertraut schienen. Ruth Wolffs Drehbuch sei ziemlich öde und düster geschrieben. Es handele sich um einen der Filme, die Reader’s Digest in den Siebzigern gedreht habe, um sich von der populären Zeitschriftenbasis abzuheben.
Auf der Seite The Biopic Story hieß es, diese Filmbiografie sei so statisch wie die Poster in der Abspannsequenz. Als einer der wenigen von Reader’s Digest produzierten Filme begehe dieser Film den fatalen Fehler, die Muffigkeit und Übertreibung des Theaters des 19. Jahrhunderts zu verspotten und diese Sünde dann abseits der Bühne ebenfalls zu begehen. Glenda Jackson zerkaue in ihrer Rolle als Sarah Bernhardt nicht nur die Szenerie, sie zerreiße sie buchstäblich Stück für Stück. Daniel Massey gluckse wirkungslos durch seine Rolle als Dramatiker Sardou.
Bei Every ’70s Movie beschäftigte sich der Autor und Regisseur Peter Hanson mit dem Film und meinte, zwar sei Glenda Jackson in der Rolle exzellent, wenn auch vielleicht nicht so transformativ, wie man es angesichts der Synchronität zwischen Sänger und Song, metaphorisch gesprochen, erwarten könne, jedoch falle einem die Mittelmäßigkeit des Films trotzdem auf, der formelhaft und fußläufig sei. Nichtsdestotrotz würden ein flottes Drehbuch, kompetente Nebendarbietungen und üppige Produktionswerte – zusammen mit Jacksons Arbeit – den Film bekömmlich machen. Wenn es eine Parallele zwischen Bernhardts Leben und den Schwierigkeiten zeitgenössischer, willensstarker Schauspielerinnen gebe, hätten die Macher des Films die sich daraus bietende Chance nicht erkannt. Im schlimmsten Fall sei der Film eine klischeehafte Underdog-Geschichte, die Bernhardt auf eine Sammlung von Stimmungen und Macken reduziere. Auch wenn die Klarheit hinsichtlich Jacksons Charakterisierung dem Film zugute komme, könne sie nicht mehr als das tun. Es sei wohl so, dass Jackson-Fans The Incredible Sarah mehr genießen würden als andere Zuschauer.
Vincent Canby führte in der The New York Times aus, ‚The Incredible Sarah‘ sei ein närrisch-romantischer Film über die junge Sarah Bernhardt, gespielt von Glenda Jackson, die weder närrisch, romantisch noch bemerkenswert jung sei. Der einzige Grund, sich länger als fünf Minuten mit der klischeehaften Wahnsinnigen Incredible Sarah zu beschäftigen, sei Jackson. In jeder anderen Hinsicht sei der Film allerdings eine Katastrophe und anscheinend darauf angelegt, Frauen für immer in die Küche zu schicken. Daniel Massey spiele den bewundernden Sardou weniger als erfolgreichen Dramatiker denn als lammfrommes Mitglied im Gefolge einer Schauspielerin. John Castle, der Gefährte, den Sarah heiratet, spiele einen sehr schlechten Schauspieler. Ausnahmslos alle Männer in der Besetzung seien schrecklich. Miss Jackson zuzusehen sei nie uninteressant, aber ihre schönsten Momente habe sie – das sei kein Witz – wenn sie erschöpft vor den Vorhang trete, um ihr Publikum zu würdigen.
Der Filmdienst zeigte sich nicht begeistert und fasste seine Kritik folgendermaßen zusammen: „Statt einer abgerundeten Charakterstudie ein Drama, das zur Hysterie neigt und in seinen Mitteln überzeichnet – von der Regie über die Darstellung der Hauptrolle bis zur musikalischen Untermalung. – Ab 14.“
Die Kritik auf der Seite von Cinema fiel gespalten aus. Dort hieß es: „In der Titelrolle dieser braven Filmbiographie überzeugt Glenda Jackson. Leider erlaubt ihr das Drehbuch nur, von einer hysterischen Krise in die nächste zu fallen. Zudem verschweigt das allzu jugendfreie, von ‘Reader’s Digest’ produzierte Lebensbild die zahllosen Affären der echten Sarah Bernhardt. Fazit: Glättende Film-Bio der extravaganten Mimin.“

### Auszeichnungen
- Oscarverleihung 1977: Nominierung für Norman Reynolds und Elliot Scott in der Kategorie „Bestes Szenenbild“
  - Der Oscar ging jedoch an George Gaines und George Jenkins und den Politthriller Die Unbestechlichen
- Oscarverleihung 1977: Nominierung für Anthony Mendleson in der Kategorie „Bestes Kostümdesign“
  - Der Oscar ging jedoch an Danilo Donati und das Filmdrama Fellinis Casanova
- Golden Globe Awards 1977: Nominierung für Glenda Jackson in der Kategorie „Beste Hauptdarstellerin in einem Drama“
  - Die Trophäe ging an Faye Dunaway und die Filmsatire Network